# Özdemir Asaf
Œuvres principales
- Yuvarlağın Köşeleri
- Dünya Kaçtı Gözüme

Özdemir Asaf (pseudonyme de Halit Özdemir Arun, né à le 11 juin 1923 à Ankara, Turquie, mort le 28 janvier 1981 à Istanbul, Turquie) est un poète turc.

## Biographie
Özdemir Asaf Arun est le fils de Mehmet Asaf, président de la première chambre législative de l'Empire ottoman. En 1930 il commence ses études au lycée Galatasaray et part en 1941 au lycée de Kabataş. Il est diplômé de cette école en 1942. L'année suivante, il commence des études de droit à l'université d'Istanbul, puis étudie l'économie et le journalisme. Dans le même temps il a travaillé pour les journaux Tanin et Zaman.
Son premier écrit est sorti dans le journal Servet-i Finun et le journal Uyanış (1939).
En 1951, il a créé la maison d'édition Sanat-Basım Evi. Et il a publié ses œuvres sous le titre Yuvarlak Masa. En 1963, il épouse la photographe Yıldız Moran, avec qui il a trois enfants. C'est elle qui traduit ses œuvres en anglais.  Il meurt le 28 janvier 1981.

## Œuvres
Poésie
- Şakacı, 1954
- Dünya Kaçtı Gözüme, 1955
- Sen sen sen, 1956
- Bir kapı önünde, 1957
- Yumuşaklıklar değil, 1962
- Nasılsın, 1970
- Çiçekleri Yemeyin, 1975
- Ben değildim, 1978
- Bugün ve bugün (ses poèmes impubliés/ après sa mort, 1984

Son Style/ Metika (les poèmes et livres)
- Yuvarlağın Köşeleri, 1961
- Yuvarlağın Köşeleri 2 (Après sa mort/ 1986

Nouvelle
- Dün yağmur yağacak, 1987

Essai
- Özdemir Asafça 1988

Traduction
- Reading, Zindanı Balladı / Oscar Wilde, 1968